# Frances Hodgkins

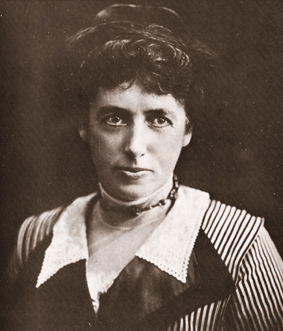
Frances Hodgkins

Frances Mary Hodgkins (ur. 28 kwietnia 1869 w Dunedin, zm. 13 maja 1947 w Dorchester) – nowozelandzka malarka pejzaży i martwych natur. Pierwsza urodzona w Nowej Zelandii artystka, która zdobyła uznanie w Europie.

## Życie i twórczość
Urodziła się w rodzinie Williama Hodgkinsa, prawnika, malarza amatora i czołowej postaci w kręgach artystycznych Dunedin. W latach 1895–96 studiowała w Dunedin School of Art. W 1901-1903 przebywała w Wielkiej Brytanii i zwiedziła Holandię, Francję, Włochy i Maroko. Po powrocie do ojczyzny założyła studio artystyczne w Wellington, jednak już w 1906 ponownie pojawiła się w Wielkiej Brytanii i pozostała tam na stałe do śmierci w 1947.
Frances Hodgkins malowała początkowo akwarele utrzymane w tradycyjnej stylistyce. Od 1915 zaczęła uprawiać malarstwo olejne i stopniowo wypracowała swój indywidualny styl odznaczający się rozwibrowaniem barw. Krytycy sztuki dostrzegają w nim wpływ takich malarzy jak Henri Matisse i Raoul Dufy. 
Malarka wystawiała głównie w galeriach londyńskich. W latach 1911–12 przebywała w Paryżu, gdzie pracowała jako wykładowca w Akademii Colarossiego. Byłą pierwszą kobietą zatrudnioną na tym stanowisku.
Prace Frances Hodgkins znajdują się przede wszystkim w zbiorach brytyjskich (m.in. Tate Gallery, National Galleries of Scotland, Manchester Art Gallery) oraz nowozelandzkich (Dunedin Public Art Gallery, Auckland Art Gallery).

## Upamiętnienie
W 1962 r. na University of Otago założono fundację noszącą nazwisko malarki (Frances Hodgkins Fellowship). Jej celem jest wspieranie młodych malarzy, rzeźbiarzy i artystów multimedialnych oraz propagowanie sztuki na Uniwersytecie.

## Galeria

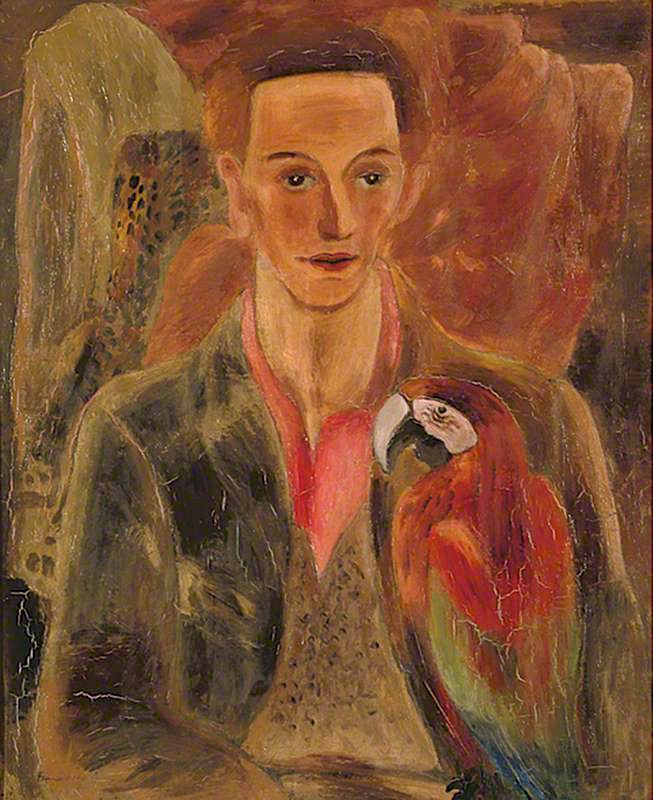
Cedric Morris
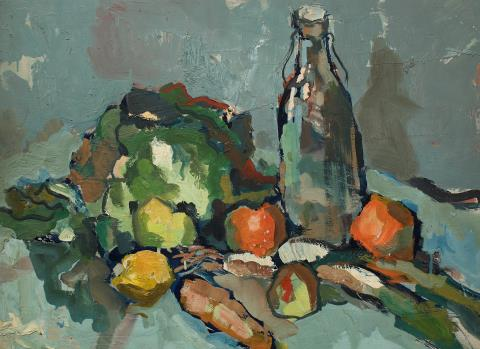
Martwa natura z butelką
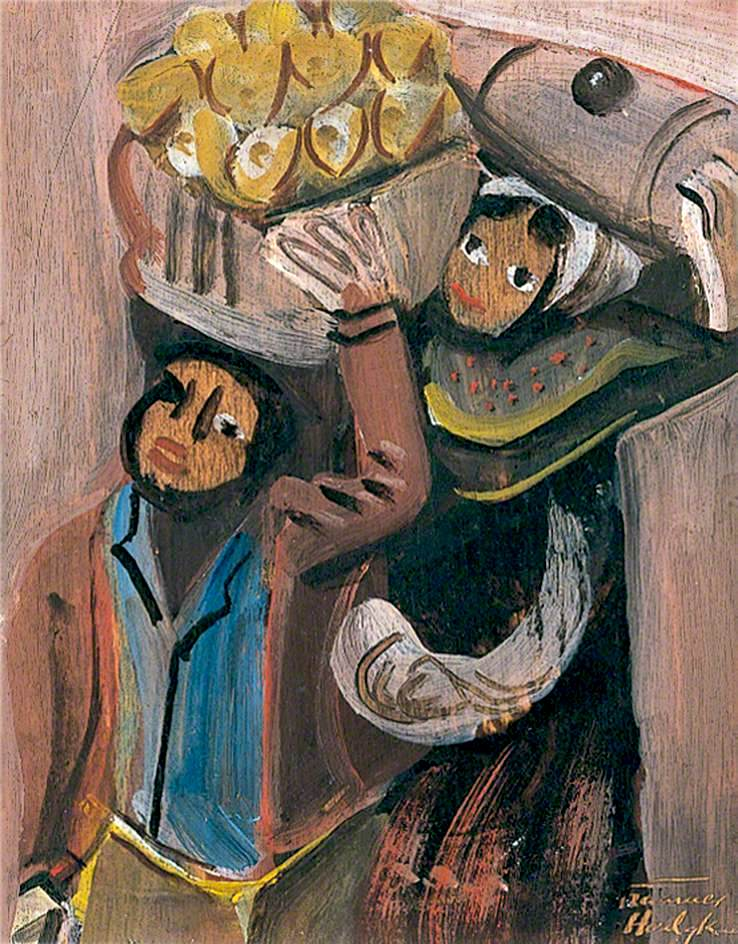
Hiszpańscy wieśniacy
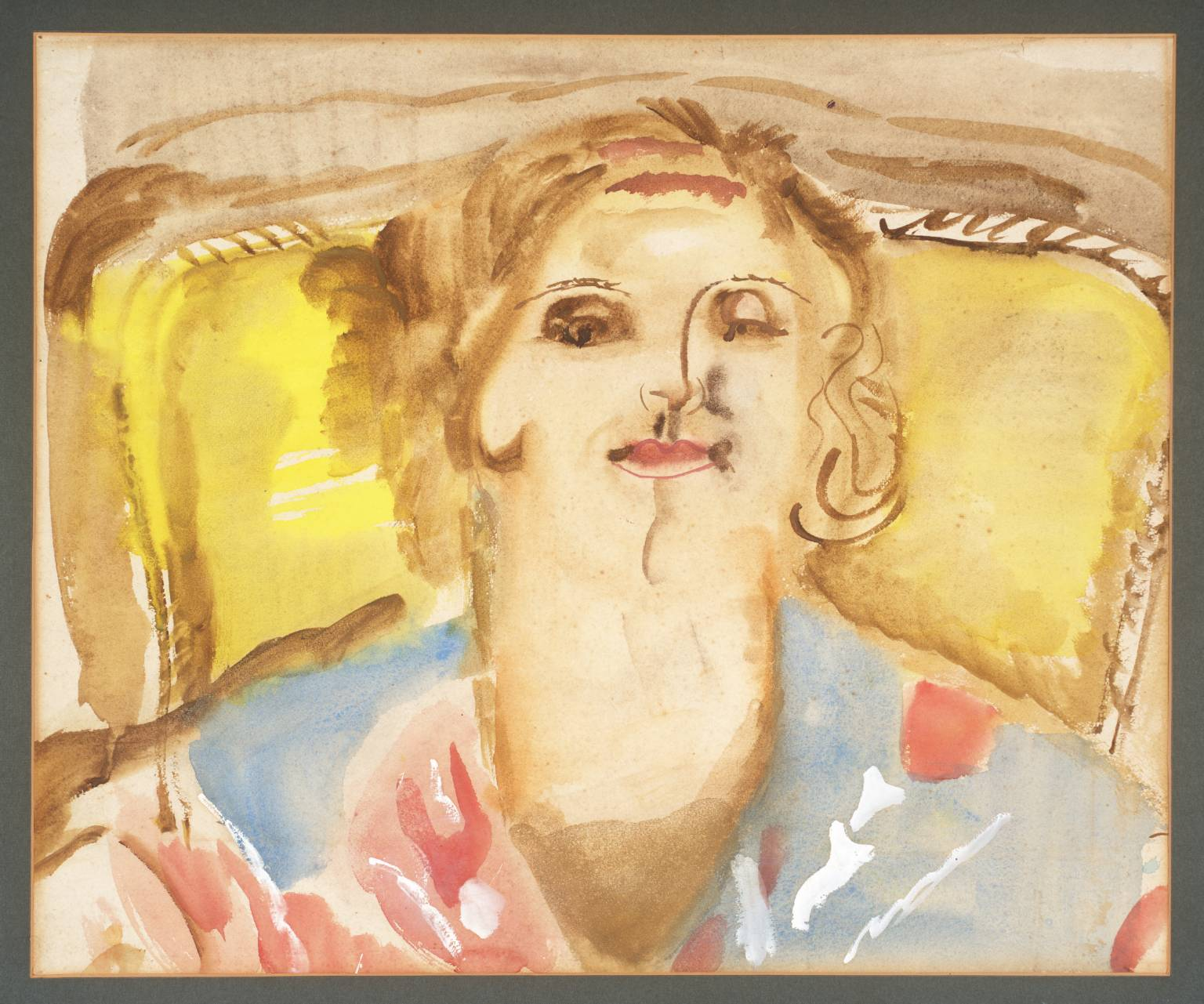
Portret Kitty West